# Blågrå sparv
Blågrå sparv (Emberiza variabilis) är en östasiatisk fågel i familjen fältsparvar inom ordningen tättingar.

## Kännetecken

### Utseende
Blågrå sparv är en rätt stor (14-17 cm), enfärgad och mörkgrå fältsparv utan inslag av vitt i stjärten. Hanen är karakteristisk, mestadels skiffergrå med svartstreckad mantel och svarta vingfjädrar med breda skiffergrå kanter på tertialer och vingtäckare.

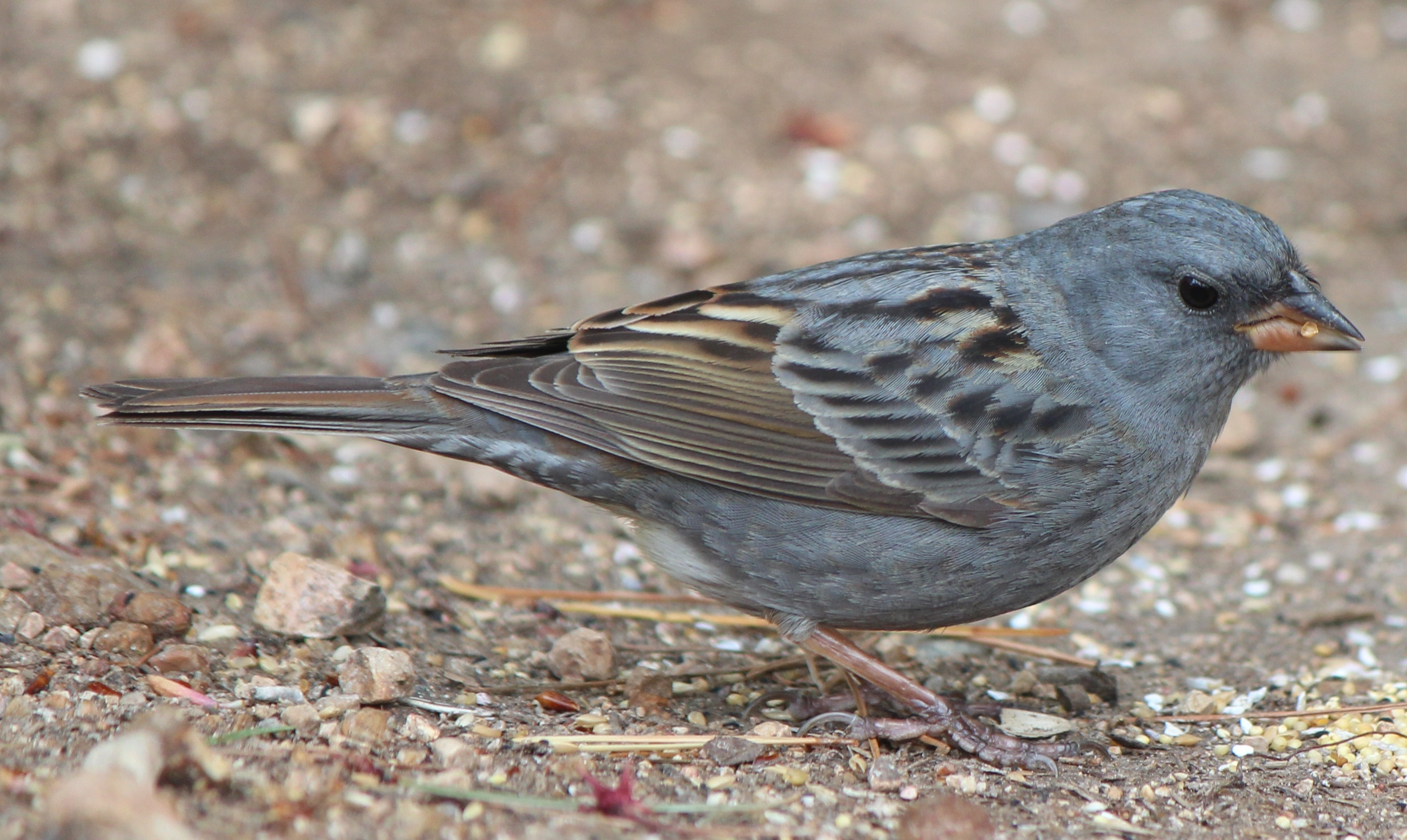
Hane.

Honan är mörkt gråbrun, med tydlig ansiktsteckning: gråbruna örontäckare kantade nedtill av ett svart mustaschstreck, blekgrått submustaschstreck samt mörkbrunt strupsidesstreck. Undersidan är rätt kraftigt streckad, liksom ovansidan, men övergumpen är ostreckat rostbrun, vilket tydligt ses i flykten.

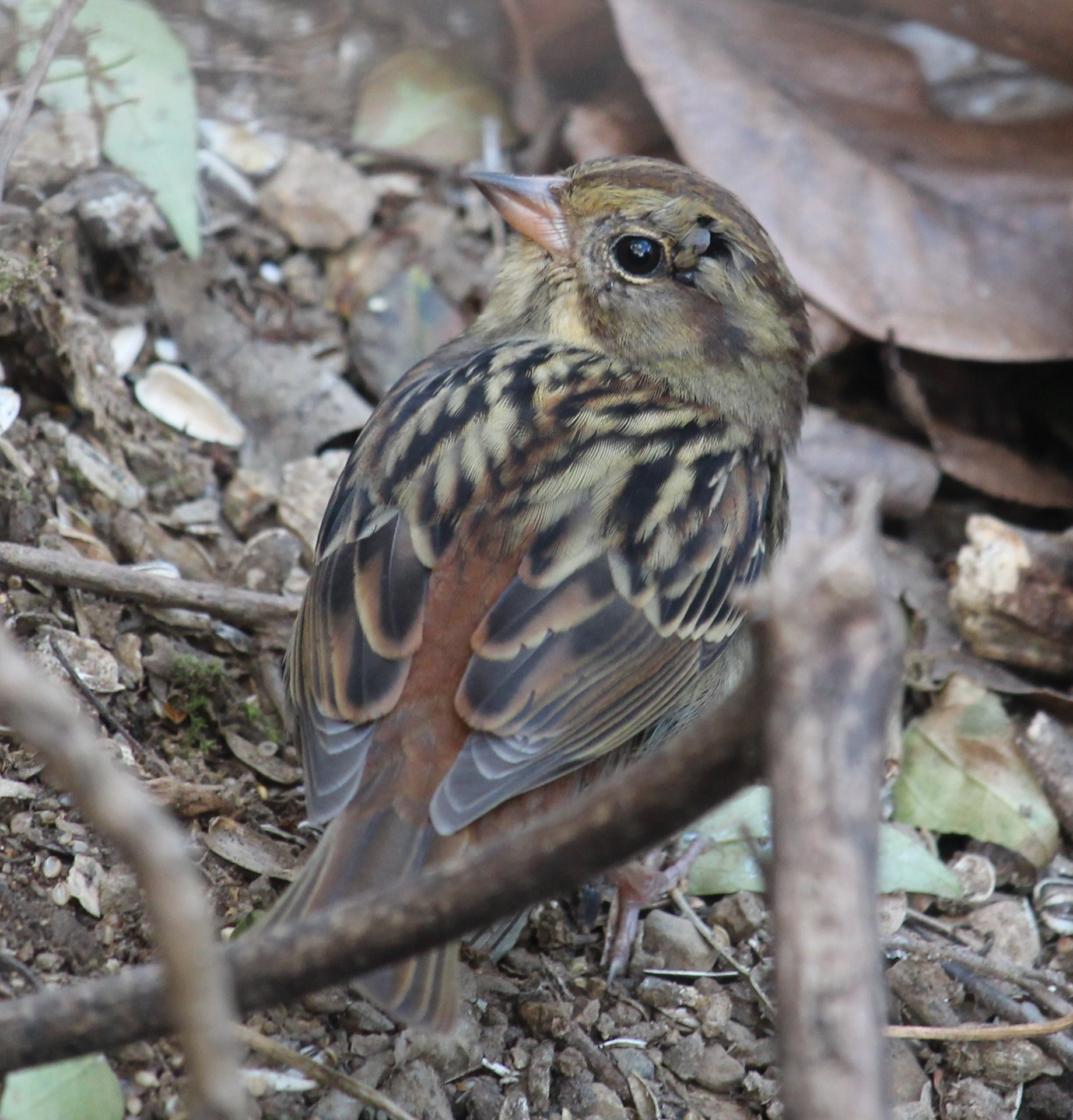
Hona.

### Läten
Sången är långsam och rätt behaglig, en flugsnapparlik strof med tre till fem distinkta toner, i engelsk litteratur återgiven som "swee swee chi-chi-chi"; även "huiii tsi-tsi-tsiu-chi hee hee" eller "fee choi choi". Lätet är ett tunt och ljust "tsi".

## Utbredning och systematik
Arten häckar i nordöstra Asien från Kamtjatka, Sachalin och Kurilerna till Japan. Vintertid förekommer den så långt söderut som till Ryukyuöarna. Den behandlas antingen som monotypisk eller delas in i två underarter med följande utbredning:
- Emberiza variabilis variabilis – Sachalin och Kurilerna samt norra och centrala Japan
- Emberiza variabilis musica – centrala Kamtjatka

Tillfälligt har den påträffats i Kina och USA.

## Levnadssätt
Blågrå sparv återfinns i bland- och barrskogar på medelhög höjd, med undervegetation och buskar bestående av dvärgväxande bambu. Den föredrar skuggiga områden, där den skyggt och tillbakadraget födosöker på marken efter små ryggradslösa djur och frön samt små frukter och bär. Fågeln börjar häcka i juni, med en topp i juli. Arten är en flyttfågel. I sitt övervintringsområde påträffas den i skuggiga skogsområden och parker.

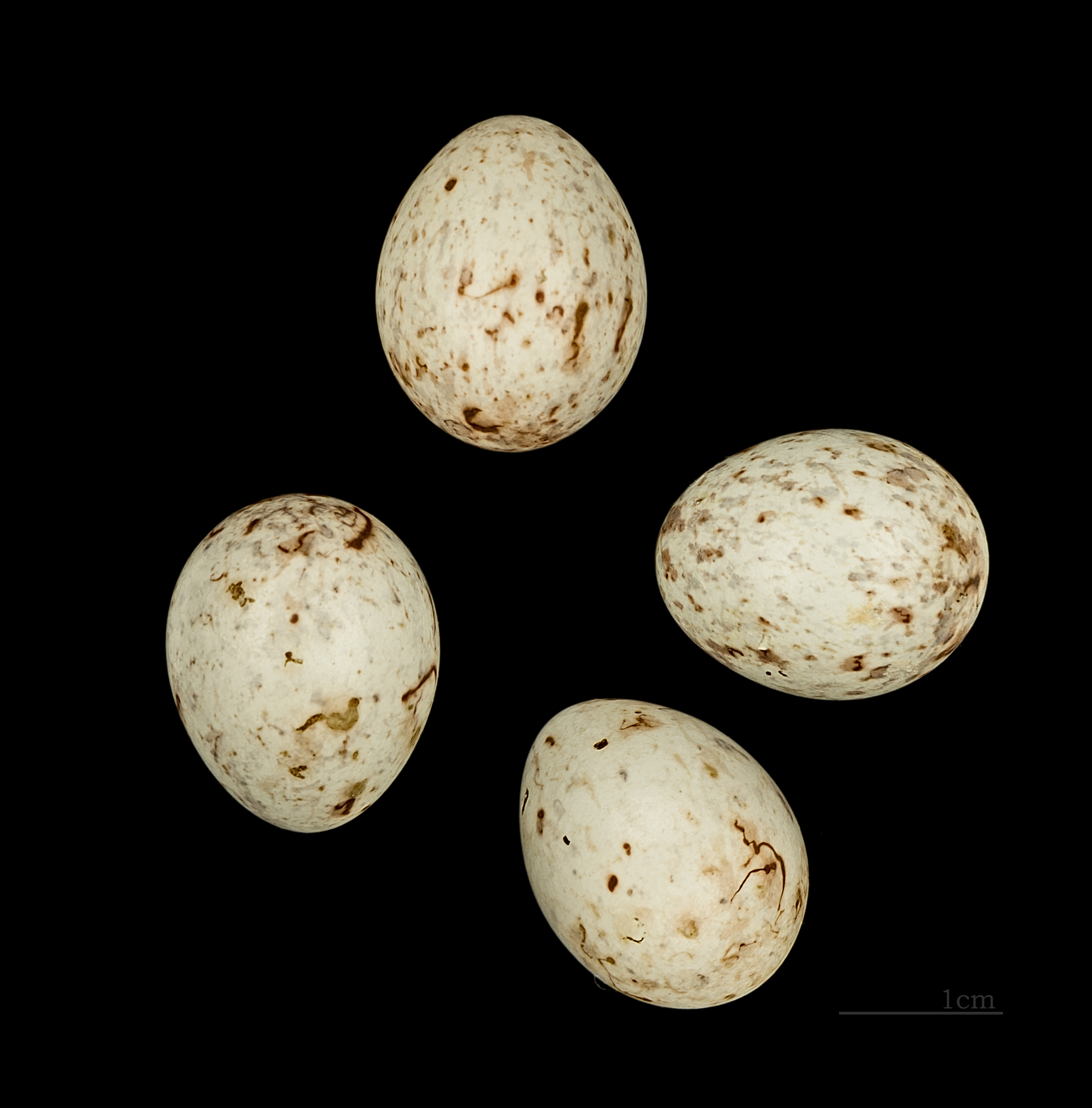
Ägg från blågrå sparv.

### Släktestillhörighet
Arten placeras traditionellt i släktet Emberiza, men vissa auktoriteter delar upp detta i flera mindre släkten. Blågrå sparv förs då tillsammans med exempelvis sävsparv och videsparv till Schoeniclus.

## Status och hot
Arten har ett stort utbredningsområde och en stor population med stabil utveckling och tros inte vara utsatt för något substantiellt hot. Utifrån dessa kriterier kategoriserar internationella naturvårdsunionen IUCN arten som livskraftig (LC). Världspopulationen har inte uppskattats men den beskrivs som lokalt ganska vanlig.